# Dalibor Čutura
Dalibor Čutura (serbisch-kyrillisch Далибор Чутура; * 14. Juni 1975 in Sombor, SR Serbien, SFR Jugoslawien) ist ein ehemaliger serbischer Handballspieler, der zumeist auf Rückraum Mitte eingesetzt wurde. Mittlerweile ist er als Handballtrainer tätig.

## Karriere

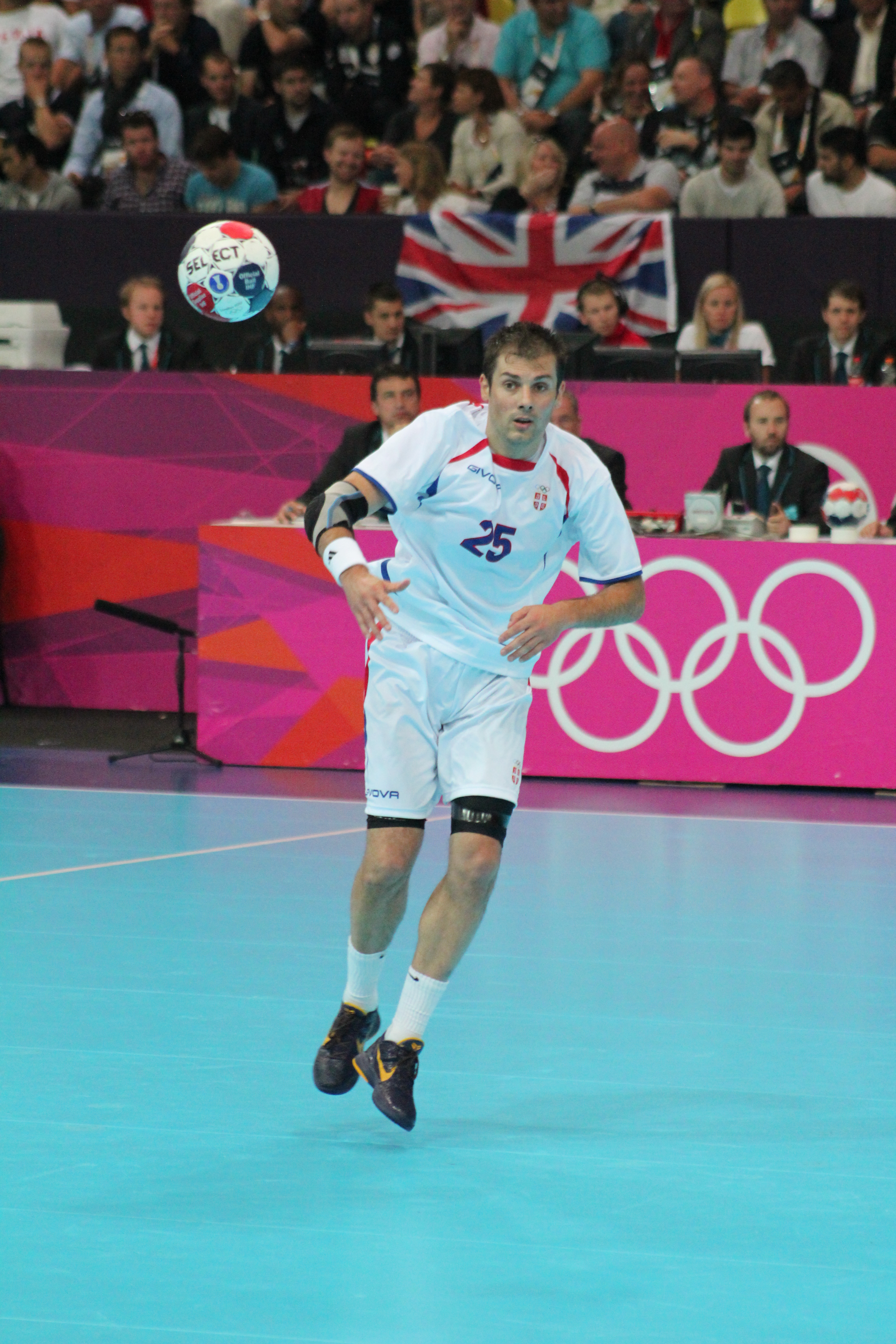
Dalibor Čutura bei den Olympischen Spielen 2012

Der 1,90 m große und 91 kg schwere Rechtshänder spielte zunächst beim jugoslawischen Verein RK Železničar Niš, mit dem er 1997 den Pokal errang und im Europapokal der Pokalsieger 1997/98 unter die letzten 16 kam. 1998 verpflichtete ihn der ungarische Klub Fotex Veszprém, mit dem er 1999 das Double gewann und in der EHF Champions League 1998/99 ins Viertelfinale vorstieß. Anschließend wechselte er zum RK Lovćen Cetinje, mit dem 2000 und 2001 die jugoslawische Meisterschaft feierte. Mit Cetinje erreichte er das Viertelfinale im EHF-Pokal 1999/2000 und in der Champions League 2000/01.
Die nächste Dekade verbrachte Čutura in der spanischen Liga ASOBAL. Nach kurzen Stationen bei Pilotes Posada und BM Alcobendas spielte er ab 2004 bei JD Arrate, mit dem er das Viertelfinale im EHF-Pokal 2008/09 erreichte. 2010 wechselte er zu Ademar León und erreichte erneut das Viertelfinale im EHF-Pokal 2010/11 sowie in der EHF Champions League 2011/12, wo er trotz eines 34:23-Heimsieges noch sensationell den Füchsen Berlin unterlag. Ab 2012 lief er für den rumänischen Spitzenklub HCM Constanța auf. 2013 und 2014 gewann er dort die Meisterschaft sowie den Pokal. Im EHF Europa Pokal 2013/14 erreichte er das Final Four, bei dem er den vierten Platz belegte. Ab 2015 ist er neben seiner Spielertätigkeit als Teammanager der serbischen Nationalmannschaft tätig.
Mit der serbischen Nationalmannschaft nahm Dalibor Čutura an den Olympischen Spielen 2012 teil und belegte den 9. Rang. Bei der Europameisterschaft 2012 im eigenen Land gewann er die Silbermedaille. Bisher bestritt er 15 Länderspiele, in denen er 32 Tore erzielte. (Stand: 26. Februar 2014)

Čutura beendete 2019 seine Spielerkarriere beim HC Drogbera Sud Constanța und übernahm anschließend das Traineramt beim rumänischen Verein CSM Focșani.

## Privates
Dalibor Čuturas Sohn starb kurz vor den Olympischen Spielen 2012 nach einem Spielplatzunfall im Alter von 9 Jahren. Sein jüngerer Bruder Davor Čutura (* 1979) ist ebenfalls Handballnationalspieler.